# Adam Smith
Adam Smith, (5 tháng 6 năm 1723; 17 tháng 7 năm 1790) là  một nhà kinh tế học người Scotland; nhà triết học cũng như là một nhà triết học đạo đức, một người mở đường của kinh tế chính trị, và là một nhân vật then chốt trong thời kỳ Khai sáng Schottish, cũng được biết như là Cha đẻ của Kinh tế học hoặc Cha đẻ của Chủ nghĩa tư bản. Smith đã viết hai tác phẩm cổ điển, The Theory of Moral Sentiments (Lý thuyết về Tình cảm Đạo đức) (1759) và Inquiry into the Nature and Causes of the Wealth of Nations Tìm hiểu về bản chất và nguồn gốc của cải của các quốc gia  (1776). Cuốn Tìm hiểu về bản chất và nguồn gốc của cải của các quốc gia về sau thường được gọi tắt là Sự Giàu có của các Quốc gia - dịch ra tiếng Việt là Của cải của các dân tộc. Được xem như kiệt tác của ông và tác phẩm hiện đại đầu tiên của kinh tế học. Trong tác phẩm, Adam Smith đã giới thiệu lý thuyết lợi thế tuyệt đối (absolute advantage) của ông.
Smith đã nghiên cứu triết học xã hội tại Đại học Glasgow và tại Cao đẳng Balliol, Oxford, nơi ông là một trong những sinh viên hưởng lợi từ học bổng thành lập bởi bạn học người Scot là  John Snell. Sau khi tốt nghiệp, ông đã thực hiện một loạt các buổi thuyết trình công cộng thành công tại Đại học Edinburgh, dẫn tới sự cộng tác của ông với David Hume   trong suốt thời kỳ Khai sáng Scottish. Smith đã đạt được chức giáo sư tại Glasgow, dạy triết học đạo đức và trong thời gian này, đã viết và xuất bản Lý thuyết về Tình cảm Đạo đức. Trong cuối cuộc đời, ông đã làm gia sư, điều này đã cho phép ông đi khắp châu Âu, nơi ông đã gặp nhiều nhà tri thức hàng đầu.
Smith đã đặt nền tảng cho lý thuyết kinh tế thị trường tự do cổ điển. Sự Giàu có của các Quốc gia là tiền thân của môn học học thuật hiện đại của kinh tế học. Trong tác phẩm này và các tác phẩm khác, ông đã phát triển khái niệm của phân công lao động và trình bày chi tiết tại sao lợi ích cá nhân hợp lý và cạnh tranh rất có thể dẫn tới thịnh vượng kinh tế. Smith đã gây tranh cãi trong thời ông và cách tiếp cận chung của ông và phong cách viết thường bị châm biếm bởi các nhà văn, như Horace Walpole.

## Tiểu sử

### Những năm đầu đời

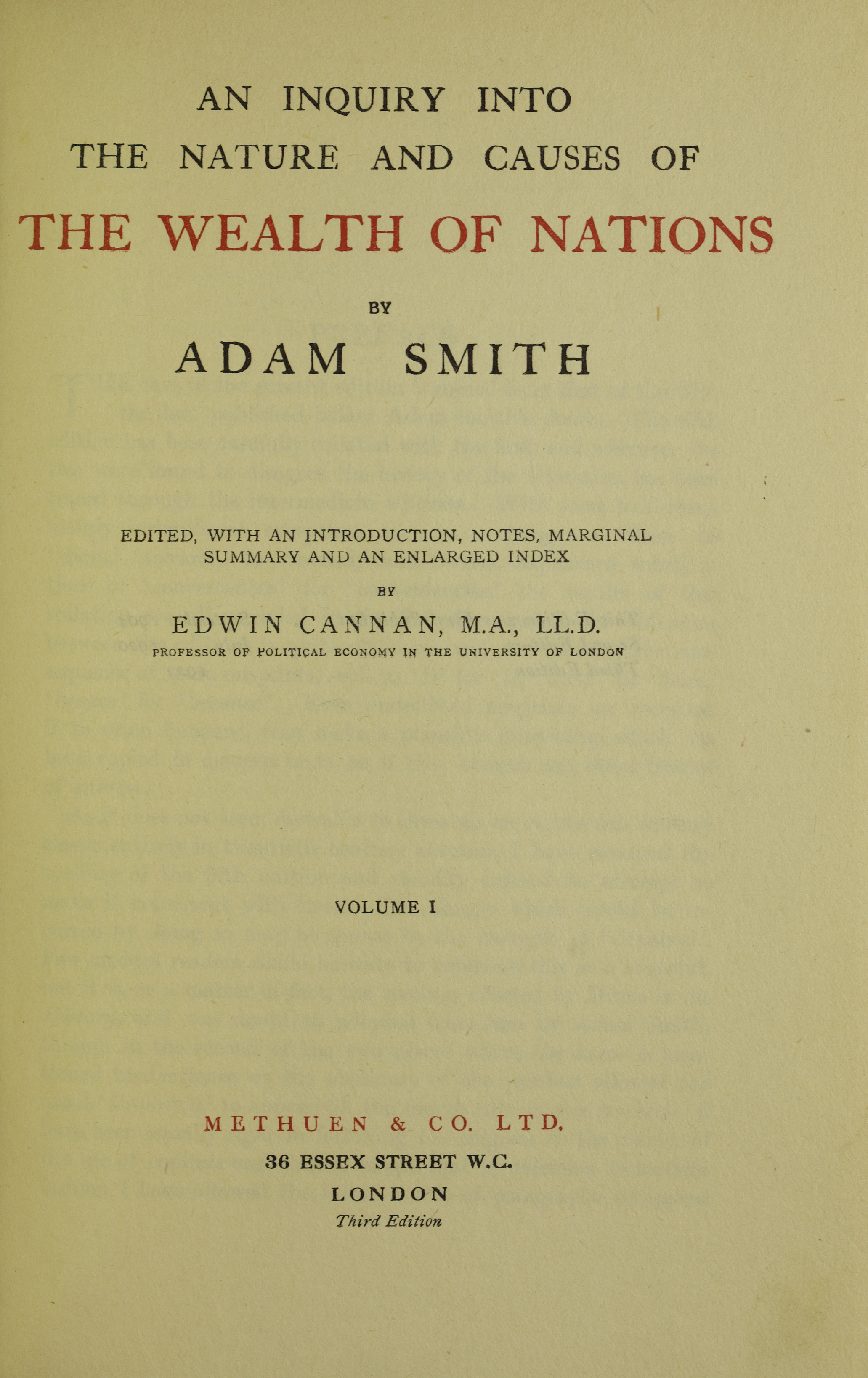
Tác phẩm nổi tiếng của Adam Smith: Tìm hiểu về bản chất và nguồn gốc của cải của các quốc gia, 1922

Smith được sinh ra tại thị trấn Kirkcaldy, thành phố Fife, Scotland. Cha của ông, cũng tên Adam Smith, một thành viên của hội luật sư Scotland (The Society of Writers to Her Majesty’s Signet), luật sư và công tố viên và cũng là một nhân viên kiểm soát thuế quan ở Kirkcaldy. Mẹ của Smith là Margaret Douglas, con gái của một chủ đất tên Robert Douglas vùng Strathendry, cũng ở trong Fife; bà đã cưới cha của Smith năm 1720. Hai tháng trước khi Smith được sinh, cha ông đã chết, để lại người vợ góa phụ. Ngày rửa tội của Smith ở nhà thờ Scotland tại Kirkcaldy vào ngày 5 tháng Sáu 1723 và ngày đó cũng được xem như ngày sinh của ông, do không ai biết chính xác ngày sinh của ông
Mặc dù một vài sự kiện những năm đầu đời của Smith đã được biết, nhà báo Scotlan John Rae, người viết tiểu sử của Smith, đã ghi lại rằng Smith đã bị bắt cóc bởi người Ru-ma-ni lúc lên ba tuổi và được giải thoát khi những người khác đã giải cứu ông. Smith rất gần gũi với mẹ ông, người có thể đã khuyến khích ông theo đuổi hoài bão học thuật của ông. Ông đã gia nhập trường Burgh tại Kirkcaldy, được Rae mô tả như "một trong những trường trung học tốt nhất của Scotland tại thời điểm đó."_từ năm 1729 tới 1737, ông đã học tiếng Latinh, toán học, lịch sử và văn học.

### Giáo dục chính quy
Smith đã nhập học Đại học Glasgow khi ông 14 tuổi và đã nghiên cứu triết học đạo đức chịu ảnh hưởng của Francis Hutcheson. Tại đây, ông đã phát triển niềm đam mê của ông về tự do, lý trí, và tự do ngôn luận. Năm 1740, ông là sinh viên tốt nghiệp được nhận học bổng và giới thiệu để làm các nghiên cứu tại Đại học Balliol, Oxford, với học bổng Snell Exhibition.
Smith đã coi việc giảng dạy tại Glasgow là trội hơn tại Oxford, nơi ông đã nhận thấy không khí tri thức ngột ngạt. Trong Quyển V, chương II của Của cải của các quốc gia, ông đã viết. Giảng dạy tại đại học này có giáo sư Francis Hutcheson nổi danh về ngành triết học luân lý, là người đầu tiên dạy sinh viên bằng tiếng Anh chứ không phải tiếng Latin. Các quan điểm về kinh tế và triết học của Hutcheson đã ảnh hưởng rất mạnh tới Adam Smith sau này. Trong một bức thư viết 15 năm sau, Adam Smith đã nói rằng "không bao giờ có thể quên được tiến sĩ Hutcheson". Tốt nghiệp năm 1740, Adam Smith nhận được một học bổng, theo học trường Balliol thuộc Đại học Oxford. Trong thời gian sáu năm tại trường đại học này, các sinh viên học tập cách tự học để quán triệt các tư tưởng triết học cổ điển và đương thời. Họ phải đọc các tác phẩm của các tác giả Hy Lạp và La Mã, cùng với các công trình của các giáo sư đại học thời đó.
Khi trở lại Glasgow, Adam Smith đi tìm việc làm. Nhờ các quan hệ của gia đình bên mẹ, nhờ sự trợ giúp của nhà luật học và triết học Lord Henry Kames, Adam Smith được nhận làm giảng sư tại Đại học Edinburgh với nhiệm vụ phụ trách các buổi thuyết trình công (public lecture), đây là một hình thức giáo dục với tinh thần "cải tiến" được các nhà trí thức thời đó ưa chuộng. Các bài thuyết trình công này gồm nhiều đề tài từ môn tu từ học tới ngành kinh tế chính trị. Trong bài điếu văn viết về Adam Smith nhiều năm về sau, Tạp chí Gentleman's Magazine đã bình luận rằng "cách phát âm và thể văn của ông Adam Smith đã hơn hẳn những thứ đang dùng tại xứ Scotland".
Trình độ hiểu biết của Adam Smith đã khiến cho ông được mời làm giáo sư Lý luận (professor of logic) tại Đại học Glasgow vào năm 1751 ở tuổi 27, rồi năm sau, trở thành giáo sư môn triết học luân lý, một môn học bao gồm các ngành thần học tự nhiên, đạo đức học, luật học và kinh tế chính trị học.
Thời gian đảm nhận chức vụ giáo sư tại Đại học Glasgow là "thời kỳ sung sướng nhất và danh dự nhất của đời tôi", theo như lời Adam Smith mô tả về sau. Mỗi ngày trong tuần lễ, ông Adam thuyết giảng từ 7:30 tới 8:30 sáng trước lớp học tối đa 90 sinh viên tuổi từ 14 tới 16, còn đợt giảng bài từ 11 giờ tới 12 giờ trưa được thực hiện 3 lần một tuần lễ. Vào buổi chiều, ông lo công việc của trường đại học khiến cho vào năm 1758, Adam Smith được bầu làm trưởng khoa. Các bạn và người quen của Adam Smith trong thời gian này gồm một số nhà quý tộc, nhiều người nắm giữ các chức vụ cao cấp của chính quyền. Các nhà trí thức và khoa học gồm có Joseph Black, một người tiền phong về ngành hóa học, James Watt là nhà phát minh ra máy hơi nước, Robert Foulis là nhà sáng lập ra Viện hàn lâm Kiểu mẫu Anh quốc (The British Academy of Design), David Hume là nhà triết học danh tiếng. Adam Smith còn quen thân với Andrew Cochran, một nhà buôn, nguyên viện phó của Đại học Glasgow, người sáng lập ra Câu lạc bộ Kinh tế chính trị (Political Economy Club). Nhờ đó, Adam Smith thu thập được nhiều hiểu biết của thế giới thương mại để rồi về sau viết ra tác phẩm Tìm hiểu về bản chất và nguồn gốc của cải của các quốc gia.
Vào năm 1767, ông được bầu vào Hàn lâm viện Hoàng gia (The Royal Society) và nhờ vậy, làm quen với các nhân tài như Edmund Burke, Samuel Johnson, Edward Gibbson và có lẽ cả với Benjamin Franklin. Tới cuối năm 1767, Adam Smith trở lại Kirkcaldy và trong vòng 6 năm tại đây, ông đã sửa chữa tác phẩm Tìm hiểu về bản chất và nguồn gốc của cải của các quốc gia rồi sau ba năm sống nơi thành phố London, tác phẩm kể trên mới được hoàn thành và xuất bản vào năm 1776.
Adam Smith mất ngày 17 tháng 7 năm 1790 tại Edinburgh, Scotland; cả đời không kết hôn và cũng không có con.

## Triết gia đạo đức
Tác phẩm đầu tiên của Adam Smith là cuốn "Lý thuyết về các tình cảm luân lý" (The Theory of Moral Sentiments) xuất bản vào năm 1759, được viết ra với thể văn hào nhoáng, chải chuốt, chứa đựng nhiều giai thoại, mang tính chất phân tích và tác phẩm này đã tạo nên thứ ấn tượng sâu xa.
Adam Smith đã mô tả qua tác phẩm các nguyên tắc về "bản chất con người" và đặt vấn đề về nguồn gốc của khả năng tạo ra các phán xét luân lý, kể cả cách phán xét các hành vi của chính mình trong việc tư lợi và tự bảo tồn. Adam Smith đã cho rằng trong mỗi người chúng ta có một "con người bên trong" (an inner man) đóng vai trò một người khách quan không thiên vị, thường chấp nhận hay lên án các hành động của chính ta và của các người khác. Qua tác phẩm Các tình cảm luân lý, Adam Smith đã có nhận xét quan trọng như sau mà sau này ông lặp lại trong tác phẩm Tìm hiểu về bản chất và nguồn gốc của cải của các quốc gia: "con người tự tìm kiếm mình thường bị dẫn dắt bởi một bàn tay vô hình... mà không hay biết, không do chủ đích, để làm thăng tiến các lợi ích của xã hội. Các cá nhân được xã hội hóa để trở nên các thành viên ràng buộc bởi giai cấp và theo khuynh hướng thị trường nhờ đó hệ thống kinh tế vận chuyển".
Tác phẩm Lý thuyết về các tình cảm luân lý (*) đã sớm mang lại danh tiếng cho Adam Smith. Nhiều người từ xa đã tới nghe ông diễn thuyết kể cả hai sinh viên từ Moskva. James Boswell cũng xác nhận lý thuyết của Adam Smith là quan trọng và Charles Townshend đã phải chú ý đến lý thuyết này. Ông Townshend là một nhà trí thức kiêm kinh tế học tài tử, một chính khách nhiều ảnh hưởng và về sau là Bộ trưởng Thương mại (Chancellor of the Exchequer) tức là nhân vật chịu trách nhiệm về các chính sách thuế vụ của nước Anh mà hậu quả là cuộc Cách mạng Hoa Kỳ. Ông Townshend mới lập gia đình và đang tìm kiếm một gia sư cho đứa con riêng của bà vợ, tức Hầu tước Buccleuch trẻ. Do sự thán phục tác phẩm kể trên và cũng do lời khuyên của David Hume, Charles Townshend đề nghị với Adam Smith một số thù lao khó từ chối: lương 500 bảng Anh một năm cộng với phí tổn du lịch và một số tiền hưu tương đương, tất cả lớn gấp hai lợi tức của chức vụ giáo sư trong khi thứ lợi tức này tùy thuộc vào học phí thu được của sinh viên.

## Nhà kinh tế học
Adam Smith không phải là người đầu tiên nghiên cứu lý luận kinh tế, nhiều tư tưởng nổi tiếng cũng không phải do một mình ông tìm ra. Nhưng ông là người đầu tiên hoàn chỉnh, hệ thống hóa lý luận, đồng thời đặt nền móng vững chắc cho sự phát triển của kinh tế học. Tác phẩm Tìm hiểu về bản chất và nguồn gốc của cải của các quốc gia là điểm khởi đầu của nghiên cứu chính trị kinh tế học hiện đại. Đây là tác phẩm quan trọng của kinh tế học cổ điển và chủ nghĩa tự do. Tác phẩm này có ảnh hưởng lớn đến nhiều nhà kinh tế học, nhà tư tưởng và các chính trị gia từ lúc nó được xuất bản đến nay.
Tư tưởng kinh tế của Adam Smith chịu ảnh hưởng lớn của chủ nghĩa trọng thương và chủ nghĩa trọng nông. Nhưng ông vượt lên và phê phán họ.
Giữa thế kỷ 18, giới quý tộc địa chủ đã nắm giữ chính quyền, nhưng hai giai cấp mới đi lên là giới thương nhân và giới kỹ nghệ gia đã đòi hỏi và nhận được các đặc quyền. Họ chủ trương chỉ xuất khẩu, hạn chế nhập khẩu bằng thuế quan cao, không cho tiền tệ ra khỏi xứ, tiền công lao động phải được duy trì ở mức thấp và giờ lao động phải dài,... Tất cả các áp lực này đã được biến thành các đạo luật do Nghị viện Anh đặt ra. Nước Pháp và một số quốc gia lớn tại châu Âu cũng theo hệ thống kinh tế này, được gọi là chủ nghĩa trọng thương. Các nhà "trọng thương" chủ trương rằng tài sản và quyền lực của quốc gia được đo lường bằng mức độ tích lũy vàng và bạc. Muốn có hai kim loại quý này, quốc gia phải đi chiếm đoạt các thuộc địa. Họ không coi trọng mức sống của người dân hay các thước đo lường kinh tế khác. Họ tin tưởng rằng tài nguyên của thế giới thì có giới hạn, nên một quốc gia giàu lên thì các quốc gia khác phải nghèo khó đi. Các nhà trọng thương cũng tin rằng quốc gia phải xuất khẩu nhiều sản phẩm chế tạo, nhập khẩu nguyên liệu rẻ từ các thuộc địa và đây là các thị trường tiêu thụ. Adam Smith cho rằng các đường lối kinh tế của chủ nghĩa trọng thương là sai lầm và có hại.
Vào năm 1763 Adam Smith từ chức khỏi Đại học Glasgow rồi cùng vị Hầu tước Buccleuch trẻ sang Pháp. Họ cư ngụ phần lớn thời gian tại Toulouse và trong hoàn cảnh buồn tẻ này, Adam Smith bắt đầu viết tác phẩm "Tài sản của các quốc gia". Sau 18 tháng rảnh rỗi là hai tháng sống tại Genève và Adam Smith đã được gặp Voltaire là nhân vật mà ông kính trọng. Sau đó Adam Smith đi tới thành phố Paris. Vào thời gian này, David Hume là đại sứ Anh tại nước Pháp. Adam Smith được giới thiệu với các câu lạc bộ văn học danh tiếng của phong trào Khai sáng Pháp (French Enlightenment) và nhờ vậy ông làm quen với nhóm các nhà lý thuyết và cải cách xã hội, được gọi là các nhà kinh tế (les économistes), đứng đầu nhóm là Francois Quesnay. Đây là phong trào tìm kiếm phương pháp canh tân nền nông nghiệp của nước Pháp bằng đường lối cải cách hệ thống thuế (chủ nghĩa trọng nông) và Quesnay đã phân tích lý thuyết về công việc tiêu dùng đã được vận chuyển ra sao trong chu kỳ kinh tế để sinh ra tài sản và sự tăng trưởng kinh tế. Adam Smith đã không đồng ý với Quesnay về niềm tin rằng chỉ có các nông dân lao động trực tiếp với thiên nhiên hay đất đai mới thực sự làm ra tài sản, thế nhưng ảnh hưởng của ông Quesnay đối với Adam Smith rất lớn lao, nhất là ông đã tiếp thu tư tưởng về tự do kinh doanh của chủ nghĩa trọng nông.
Sau rất nhiều lần duyệt xét, có thể sau lần thảo luận với Benjamin Franklin, Adam Smith mới đưa bản thảo tác phẩm Tìm hiểu về bản chất và nguồn gốc của cải của các quốc gia cho nhà in rồi vào ngày 9 tháng 3 năm 1776, cuốn sách này được xuất bản.
Lý thuyết về kinh tế của Adam Smith rất phức tạp, khó hiểu đối với người đọc ngay cả 200 năm về sau. Trong cuốn sách Lịch sử của nền văn minh, Henry Thomas Buckle đã nhận định rằng Tài sản của các quốc gia có lẽ là tác phẩm quan trọng nhất đã từng được viết ra nếu xét về tư tưởng căn bản chứa đựng hay về các ảnh hưởng thực tế.
Adam Smith hiện diện giữa hai thời đại lịch sử và ông đã biện hộ cho nền kinh tế tự do. Trong khi cuộc cách mạng công nghiệp đang tiến hành, các chính trị gia người Anh vì nhận thức được giá trị của các lý thuyết của Adam Smith, đã bãi bỏ các hàng rào thuế quan và đặc quyền mà các nhà kinh tế học theo trường phái trọng thương ủng hộ. Nhờ đó, trong thế kỷ 19, nước Anh phát triển trở thành quốc gia giàu có nhất thế giới. Các tư tưởng kinh tế của Adam Smith cũng ảnh hưởng tới các quốc gia mậu dịch khác và Adam Smith xứng đáng được gọi là "Người cha của nền kinh tế mới".

## Những tác phẩm chính của Adam Smith
1. "Lectures on Rhetoric and Belles Lettres," 1748.
2. "The Theory of Moral Sentiments," 1759. (copies (1), (2), (3)) *
3. "Lectures on Rhetoric and Belles Lettres" (1762-1763; in 1958)
4. "Lectures on Jurisprudence," 1766.
5. "An Inquiry into the Nature and Causes of the Wealth of Nations," 1776. (Copy (1), (2), (3), (4), (5), French transl. - Vol. 1, Vol. 2)
6. "Account of the Life and Writings of David Hume", 1777.
7. "Thoughts on the State of the Contest with America", 1778.
8. "Essays on Philosophical Subjects", 1795 - gồm
  1. "The Principles which Lead and Direct Philosophical Enquiries illustrated by the History of Astronomy"
  2. The Principles which Lead and Direct Philosophical Enquiries illustrated by the History of the Ancient Physics"
  3. The Principles which Lead and Direct Philosophical Enquiries illustrated by the History of the Ancient Logic and Metaphysics"
9. "Of the External Senses"
10. "Of the Nature of that Imitation which takes place in what are called the Imitative Arts"
11. "Of the Affinity between certain English and Italian Verses"
12. "Review of Johnson's Dictionary", 1755, Edinburgh Review
13. "Letter to the Authors", 1756, Edinburgh Review
14. "Preface and Dedication to William Hamilton's Poems on Several Occasions", 1748, 1758
15. "Account of the Life and Writings of Adam Smith LL.D." by Dugald Stewart, 1793, Transactions of the Royal Society of Edinburgh
16. " invisible hand, ". 1776